# Голодаєвський район
Голодаєвський район — адміністративно-територіальна одиниця, що існувала в УСРР у 1923⁣ — ⁣1935 роках.
Адміністративний центр — село Голодаєвка.

## Історія
Голодаєвський район був утворений у 1923 року з Голодаєвської волості й входив до складу Таганрозької округи Донецької губернії УСРР.
У 1925 році Голодаєвський район у складі Таганрозької округи були взяті Росією й включені до складу Південно-Східній області.
У 1929 році Таганрозька округа увійшла до складу Донського округу, Голодаєвський район було скасовано, а його територія увійшла до Матвієво-Курганського району.
У січні 1935 року Голодаєвський район було відновлено, й у квітні того ж року його перейменовано на Куйбишевський район.